# Łaniec
Łaniec [pronunciación en polaco: /ˈwaɲet͡s/] (en alemán: Lanietz) es un pueblo ubicado en el distrito administrativo de Gmina Polska Cerekiew, dentro del Condado de Kędzierzyn-Koźle, Voivodato de Opole, en del sur de Polonia occidental. Se encuentra aproximadamente a 8 kilómetros al suroeste de Polska Cerekiew, a 22 kilómetros al sur de Kędzierzyn-Koźle, y a 57 kilómetros al sur de la capital regional Opole.
Antes de 1945, el área fue parte de Alemania.
El pueblo tiene una población de 150 habitantes.